# Поп Тетяна Іванівна
Поп Тетяна Іванівна (нар., 25 липня 1983, Хуст, Закарпатська область, УРСР, СРСР) — російська пропагандистка, проросійська колаборнатка, гомофобка, сепаратистка, засновниця громадської організації «Онуки» і ряду проросійськи спрямованих інформаційних ресурсів (рос. «Эхо Киева»). Відвідувала окупований росіянами Маріуполь, де закликала розмістити на кожному будинку прапор Російської Федерації. Заочно засуджена на 12 років, перебуває в розшуку СБУ.

## Біографія
Народилася 25 липня 1983 року в місті Хуст, що на Закарпатті. Навчалась в місцевій школі.
Згідно з інтерв'ю, Тетяна остаточно переїхала до Росії у 2015 році «через погрози за те, що була проти Майдану»: 
| Я была медийным лицом, не поддерживала Майдан, не поддерживала эту власть, не поддерживала госпереворот, и начала писать свои посты против власти, когда еще жила в Киеве. Но как только ты начинаешь высказываться против власти, тебя начинают сразу называть сепаратисткой (…) — и я посчитала для себя нужным переехать в Россию, чтобы заниматься информационным просветлением своего народа[3] |
Також Поп відзначилась тим, що на параді 9 травня 2015 року вийшла в футболці з написом «Я за Путина».
У 2019 році Тетяна Поп виїхала в Росію, де публічно підтримала російську збройну агресію проти України.
3 вересня 2019 року брала участь у зустрічі делегації «Світової ради підкарпатських русинів» із чеським президентом Мілошем Земаном, де обговорювали питання «більшої автономії Закарпатської області в Україні».
У 2022 році заснована Тетяною організація «Онуки» презентувала проєкт «соціалізації» дітей з окупованих територій рос. «С чего начинается Родина».
13 травня 2022 року Управління СБ України в Закарпатській області оголосило підозру Тетяні Поп за ч. 2 ст. 436-2 Кримінального кодексу України – «Виправдовування, визнання правомірною, заперечення збройної агресії Російської Федерації проти України, глорифікація її учасників». 11 травня 2023 року Ужгородський міськрайонний суд Закарпатської області засудив її до 12 років тюремного покарання, визнавши винною в колабораціонізмі, виправдовуванні та глорифікації збройної агресії Росії.

## Телевізійна кар'єра
Свою телевізійну кар'єру розпочала на місцевому телеканалі РТК «ХУСТ», де була репортером, а згодом була ведучою двох програм.
У 2011 році знялася в першому сезоні українського реаліті шоу «Холостяк», де учасниці боролися за серце українсько-американського танцюриста Максима Чмерковського.
У 2013 році стала учасницею російських реаліті шоу «Дом-2» і рос. «Мама в законе».

## Особисте життя
Вважає себе «русинкою» за національністю. Має рідну сестру, яка проживає в Хусті, з котрою не спілкується з 2022 року.
В анкеті учасниці реаліті шоу «Холостяк» зазначала, що її улюблений поет — Олександр Блок, режисер — Оксана Байрак, а політики — Борис Нємцов і Нестор Шуфрич.
Згідно з повідомленнями ЗМІ, Тетяна Поп свого часу зустрічалась із Віталієм Захарченком, Сергієм Курченком, Олександром Януковичем та Іллею Кивою.